# Ва-банк
Ва-ба́нк (фр. va banque) — в карточных играх ставка, равная всему банку (сумме денег на кону игрока). Остальные игроки должны либо поставить сумму денег не меньше суммы, поставленной игроком, идущим ва-банк, либо пасовать, в результате чего выигравший забирает весь банк, а остальные игроки теряют свои ставки.
Употребляется чаще в словосочетаниях: «пойти ва-банк», «играть ва-банк» и т. п. В переносном смысле это выражение означает действие, сопряжённое с крупным риском. В покере имеет собственное название — олл-ин (all-in).